# Баррикелло, Рубенс
Ру́бенс Гонса́лвеш Баррике́лло (порт. Rubens Gonçalves Barrichello, родился 23 мая 1972, Сан-Паулу) — бразильский автогонщик, бывший пилот Формулы-1. Вице-чемпион мира 2002 и 2004 годов и бронзовый призёр 2001 и 2009 годов. Двукратный чемпион бразильской серии сток-каров (2014, 2022).

## Начало карьеры
Баррикелло начал заниматься картингом в детстве. К семнадцати годам имел на своём счету пять выигранных чемпионатов Бразилии по картингу. В 1989 году финишировал четвёртым в бразильской серии Формула Форд 1600, а в 1990 перебрался в Европу, где вскоре стал победителем европейской серии Формула Опель.
Следующим этапом в карьере бразильца стала британская Формула 3, в которой он стал чемпионом, опередив будущего соперника по «Формуле-1» Дэвида Култхарда. В следующем сезоне Баррикелло участвовал в чемпионате Формула 3000 в составе команды «Иль Бароне Рампанте», закончив сезон на третьей позиции.

## Формула-1

### 1993—1996.Jordan
В 1993 году Эдди Джордан подписал с бразильцем соглашение незадолго до его двадцать первого дня рождения. Команда в это время переживала кризис, напарники Баррикелло часто сменялись. Он был близок к тому, чтобы подняться на первый свой подиум на Гран-при Европы уже в своей третьей гонке, но за 6 кругов до финиша, занимая третье место, остановился из-за нехватки топлива. Первые очки ему удалось набрать только в конце чемпионата.

Третий Гран-при сезона 1994 в Имоле открылся тяжёлой аварией Баррикелло на пятничной тренировке. В пятницу 29 апреля в течение первой сессии квалификации Гран-при Сан-Марино «Джордан» Баррикелло задел обочину в повороте Variante Bassa и на скорости 225 км/ч взмыл в воздух. Автомобиль пробил вершину барьера из шин, и Баррикелло потерял сознание. Его «Джордан» перевернулся ещё несколько раз после приземления, чтобы остановиться вверх колёсами. Баррикелло был отправлен в больницу. 

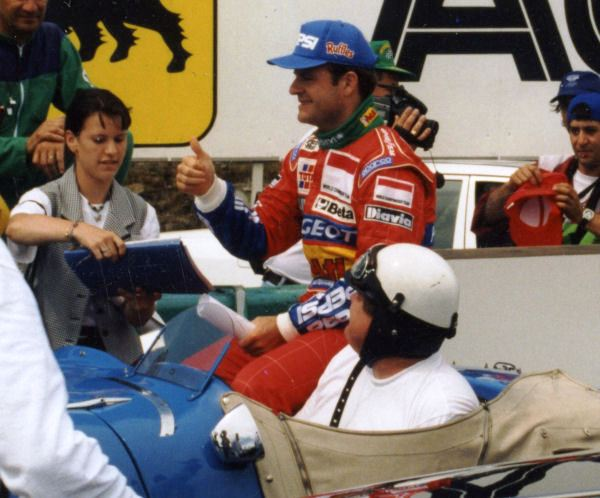
Рубенс в июле 1995 года

 В результате аварии гонщик сломал нос, а также повредил рёбра. Уже на следующий день он присутствовал на трассе, хотя и вынужден был пропустить гонку. В субботу в квалификации погиб Роланд Ратценбергер, а в воскресной гонке — Айртон Сенна.
В целом, сезон сложился для бразильца лучше, чем дебютный, и, впоследствии оказался лучшим для бразильца в период его выступлений за «Джордан». Первый подиум в своей карьере для себя и первый в истории команды Баррикелло добыл на Гран-при Тихого океана. На Гран-при Бельгии завоевал первую для себя и для команды поул-позицию. Однако выиграв старт гонки, и пролидировав половину первого круга, он в первой же атаке уступил свою позицию Михаэлю Шумахеру, на 19-м круге бразильца развернуло, и он не смог продолжить гонку. В оставшихся пяти Гран-при Баррикелло трижды финишировал на четвёртой позиции и с 19 очками занял в итоговой классификации 6-е место.
В сезоне 1995 Баррикелло начали преследовать технические неисправности. Обычно в квалификации его обходил партнёр по команде Эдди Ирвайн, но в Монреале Баррикелло удалось добиться своего лучшего результата — второго места, при этом в гонке сошли почти все гонщики из топ-команд. В начале сезон 1996 года Баррикелло в своей домашней гонке уступил в квалификации Д. Хиллу. В гонке после последнего пит-стопа Баррикелло занимал четвёртое место, пока за 12 кругов не развернулся и сошёл. На Гран-при Аргентины, стартовав шестым, Баррикелло финишировал четвёртым, на Гран-при Европы некоторое время ехал третьим, в итоге добрался до финиша пятым. В Сан-Марино Баррикелло неудачно квалифицировался, в итоге пересёк финишную черту пятым. В Испании за 20 кругов до финиша его «Джордан» из-за поломки сцепления остановился. Финишировать в очках гонщик сумел снова лишь на 10-м этапе сезона на Гран-при Франции 1996 года, заработав 3 очка за четвёртое место. В оставшихся 6 этапах Баррикелло заработал ещё 4 очка и с 14 очками занял в чемпионате 8-е место. После окончания сезона покинул команду.

### 1997—1999.Stewart

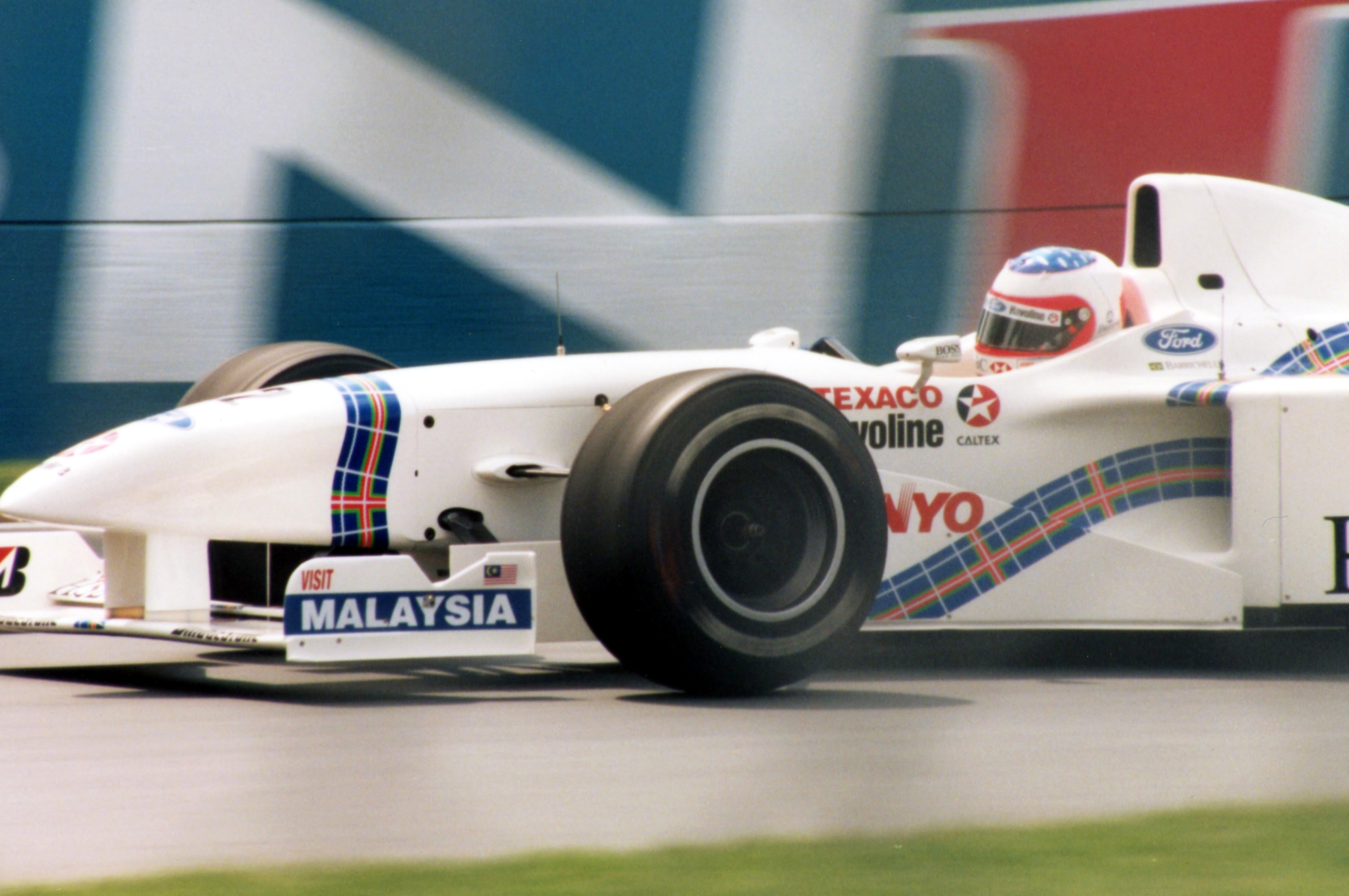
Баррикелло на Гран-при Канады 1997 года

В сезоне 1997 года Баррикелло начал выступать за новую команду «Стюарт», принадлежавшую трёхкратному чемпиону мира Джеки Стюарту и использующую двигатели Ford Cosworth.
Баррикелло стал основным гонщиком команды. Однако сезон выдался в целом провальным. Бразилец сошёл в 14 этапах из 17, но на Гран-при Монако 1997 года финишировал вторым. Этот подиум оказался не только единственным в этом сезоне для него и его команды, но и вообще единственным попаданием бразильца в очковую зону.
В сезоне 1998 года он сошёл с трассы в 11 этапах сезона, а единственный успех пришёлся на Гран-при Австрии, где бразилец квалифицировался пятым. Больше по ходу сезона ему не удалось квалифицироваться выше 9-го места, а единственные очки он набрал за два 5-х места на Гран-при Испании и Гран-при Канады, что составило большую часть набранных очков команды за сезон.
Третий год в «Стюарте» оказался намного удачнее: машина Stewart SF-3 1999 года оказалась значительно быстрее своих предшественников. В первой гонке сезона на Гран-при Австралии Баррикелло смог квалифицироваться четвёртым. Провалив старт в гонке и откатившись назад, он сумел выбраться на пятое место и финишировать. На своей домашней гонке в Бразилии Баррикелло, стартовав с 3-го места, на 4-м круге захватил лидерство и удерживал его до 24-го круга, пока у машины не начались проблемы с двигателем, из-за чего был вынужден в итоге сойти на 42-м круге дистанции. На следующем этапе Баррикелло финишировал третьим на Гран-при Сан-Марино. В квалификации на Гран-при Франции он завоевал свой второй поул в карьере и первый поул в истории команды. Он выиграл старт гонки, но лидировал всего лишь пять кругов, скатившись затем на третью позицию, на которой и финишировал. На подиуме Рубенс выглядел расстроенным. Следующие три этапа провёл плохо, и следующие очки смог набрать только за пятое место на Гран-при Венгрии. В квалификациях Гран-при Италии и Гран-при Бельгии Баррикелло оба раза показал седьмое время, но удачно смог провести лишь гонку в Италии, где заработал 3 очка за четвёртое место. В сложном дождевом Гран-при Европы 1999 года оба гонщика команды «Стюарт» заняли в квалификации не самые лучшие места: сам Баррикелло показал 15-е время, а его напарник по команде Джонни Херберт стал 14-м, но Херберт принёс единственную победу в истории команды, а Баррикелло финишировал третьим. На 36-м и 37-м круге оба гонщика посетили боксы, однако им поставили разные типы резины: Херберта — в дождевые покрышки, Баррикелло — в слики, несмотря на то, что дождь не переставал. Херберт после выезда из боксов стал третьим, а после схода лидировавших Ральфа Шумахера и Джанкарло Физикеллы стал лидером и доехал до финиша первым, в то время как Баррикелло на неподходящем типе резины терял темп. 3 подиума и набранное в итоге 21 очко позволили бразильцу опередить партнёра по команде и занять в итоговой классификации седьмое место.

### 2000—2005.Ferrari
Ещё до конца сезона Ирвайн подписал контракт с преемником Stewart — Jaguar Racing на 2000 год. Вскоре Баррикелло поступило предложение занять место ирландца в составе Ferrari, которое он принял.
Хотя в свой первый сезон за итальянскую команду Баррикелло уступал Михаэлю Шумахеру, он набирал очки и регулярно финишировал на подиуме, став одним из лидеров чемпионата. В Германии Баррикелло одержал свою первую в карьере победу, прорвавшись с восемнадцатого места на старте. Когда пошёл дождь, он остался на слике, несмотря на то, что весь пелотон начал менять резину. Дождь прошёл только над медленными поворотами на стадионе, оставив сухими длинные лесные прямые, что и позволило Баррикелло достичь успеха. Сезон бразилец закончил четвёртым в общем зачёте. На следующий год Баррикелло не одержал побед, однако нередко стартовал с поул-позишн. Баррикелло до конца чемпионата боролся с Дэвидом Култхардом из «Макларена» за титул вице-чемпиона, но в итоге остался третьим.

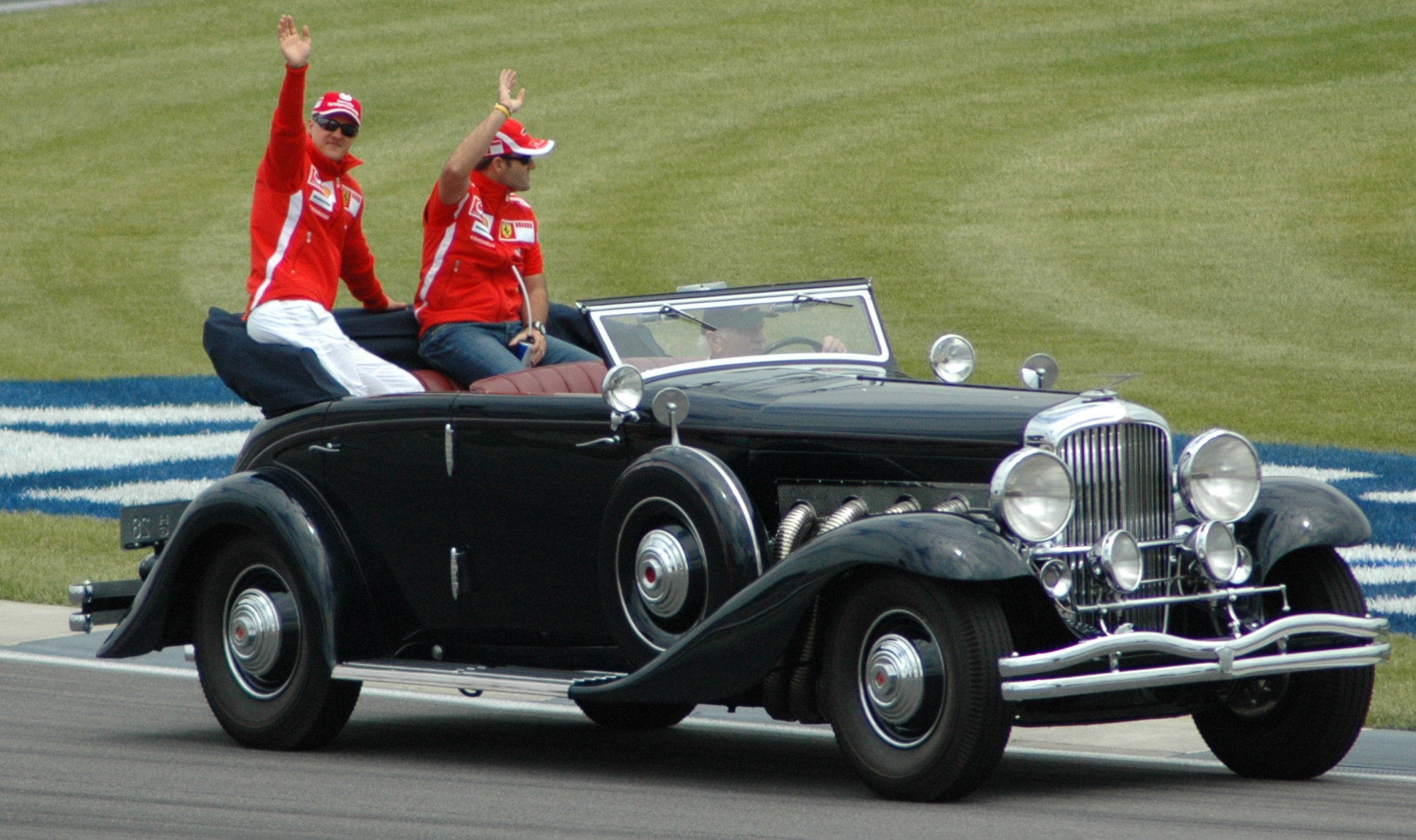

На Гран-при Австрии 2001 года незадолго до финиша Баррикелло пропустил Шумахера на второе место, позволяя Михаэлю набрать нужные для чемпионата очки. На следующий год ситуация повторилась. Незадолго до финиша во всё той же Австрии лидировавший Баррикелло получил из боксов приказ пропустить шедшего вторым Шумахера. Баррикелло затормозил прямо перед финишной чертой, позволяя Шумахеру проехать мимо и выиграть гонку. На подиуме Шумахер демонстративно возвёл своего напарника на первую ступеньку пьедестала.

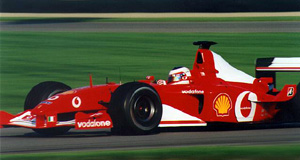
Баррикелло Сезон 2003 Формулы-1

Этот инцидент вызвал крайне резкую критику в СМИ, направленную в первую очередь против Жана Тодта и Росса Брауна, руководителей «Ferrari». ФИА, рассмотрев жалобы, отказалась пересмотреть результаты гонки потому, что запрета на командную тактику не было в правилах. Гонщики и команда были только подвергнуты штрафу за действия на подиуме. Однако именно этот инцидент привёл к изменениям в правилах: было запрещено отдавать подобные приказы гонщикам. Шумахер в конце сезона «отдал долг» Баррикелло, пропустив его на финише Гран-при США. Вся команда, включая Михаэля Шумахера, работала на вице-чемпионство бразильца — что позволило занять второе место в чемпионате пилотов.

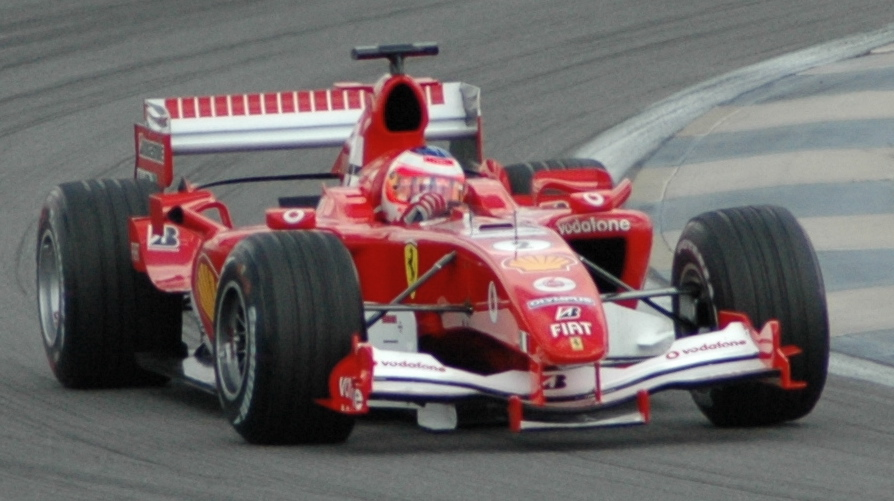
Баррикелло на Гран-при США 2005 года

Чемпионат 2003 сложился для «Феррари» сложнее после ряда изменений в правилах. Несмотря на две победы, Баррикелло не смог повторить свой результат прошлого года и стал четвёртым. Однако 2004 год прошёл при полном лидерстве «Феррари», позволив Баррикелло вновь стать вице-чемпионом с четырьмя поулами и двумя победами. В 2005 «Феррари» были не так сильны. Второе место в Мельбурне — лучший результат за сезон для бразильца, закончившего год только восьмым.
С сезона-2006 Баррикелло покинул команду, его место занял тест-пилот «Феррари» Фелипе Масса.

### 2006—2008:Honda

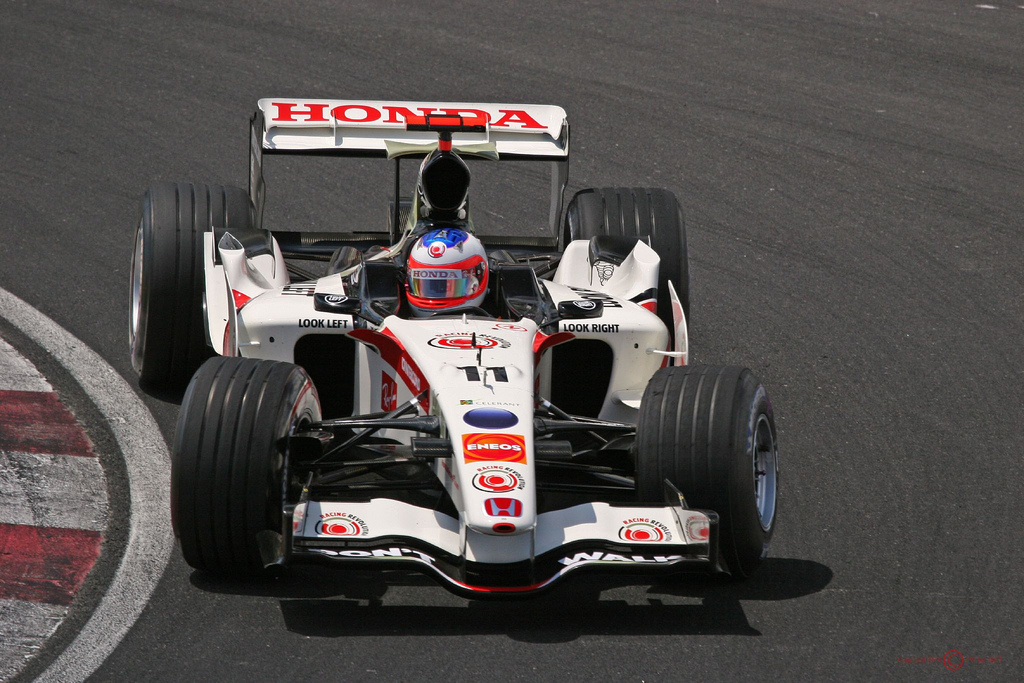
Баррикелло на Гран-при Канады 2006 года

Ещё до конца сезона Баррикелло подписал контракт с командой «Honda» на 2006 год, став новым партнёром Дженсона Баттона.
Неудачное начало сезона-2006 было связано с трудностями, вызванными привыканием к новой машине. Баррикелло в первых четырёх гонках с трудом набрал 2 очка, однако ближе к концу чемпионата набирал очки регулярно. Свой первый сезон в команде Баррикелло закончил на седьмом месте, почти вдвое уступив Баттону по количеству набранных очков. Лучшим достижением стали четвёртые места в Монако и Венгрии. Этого оказалось достаточно, чтобы с 30-тью очками занять седьмое место по итогам сезона.

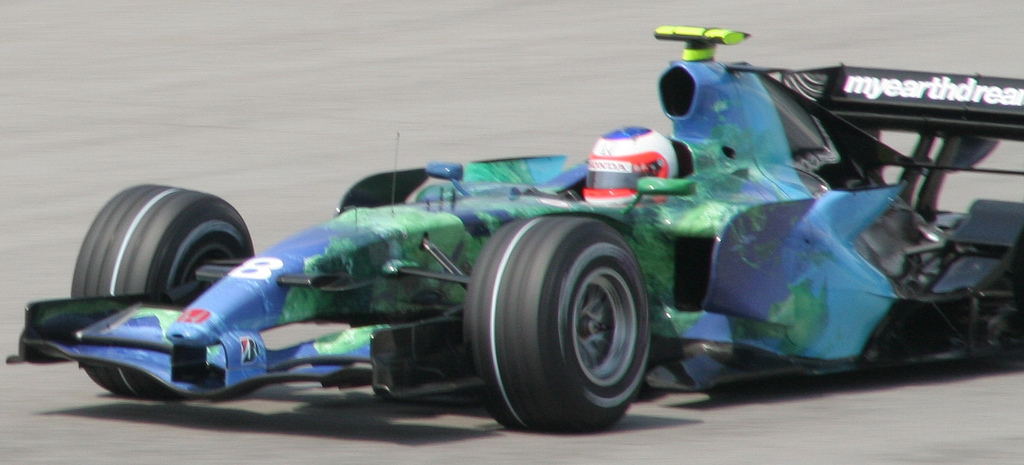
Гран-при Малайзии 2007 года

Сезон 2007 года стал худшим в карьере гонщика: не набрав ни одного очка, Баррикелло занял 20-е место, лучшим результатом было 9-е место в Гран-при Великобритании и единственное попадание в третий сегмент квалификации. За 15 лет ещё не было случая, когда бразилец не зарабатывал очков.

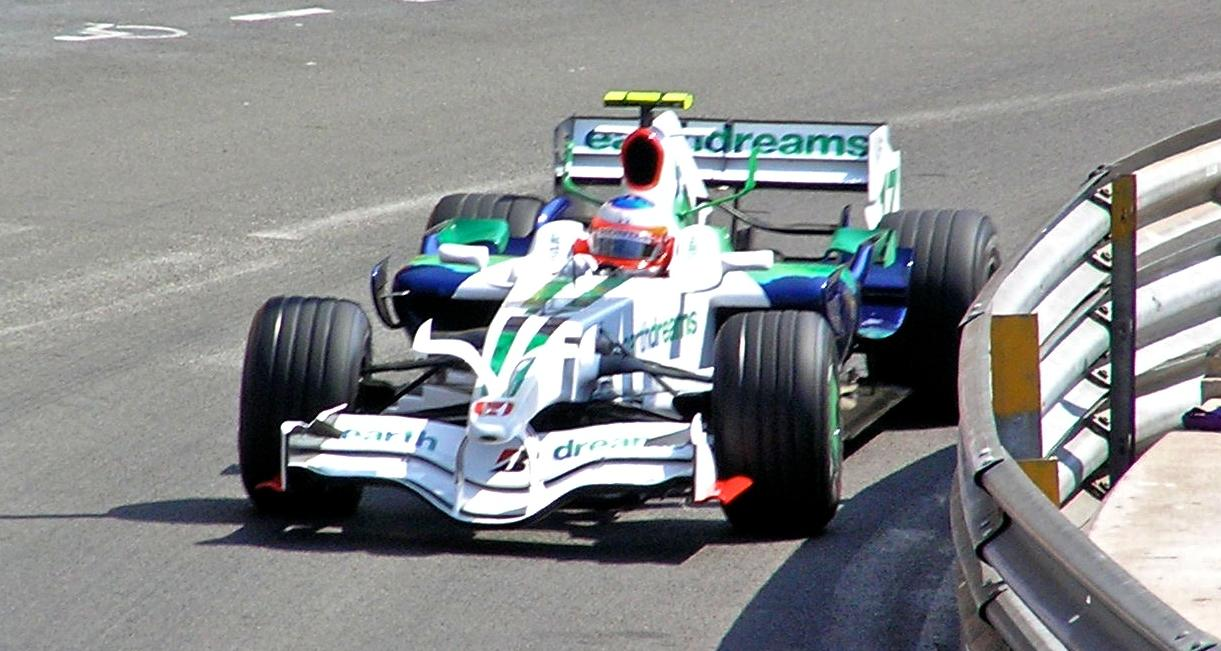
Гран-при Монако 2008 года

19 июля 2007 Баррикелло продлил контракт с Honda, чему в немалой степени способствовала «медленная» Honda RA107: для доработки машины в сезоне 2008 нужны были опыт и знания.

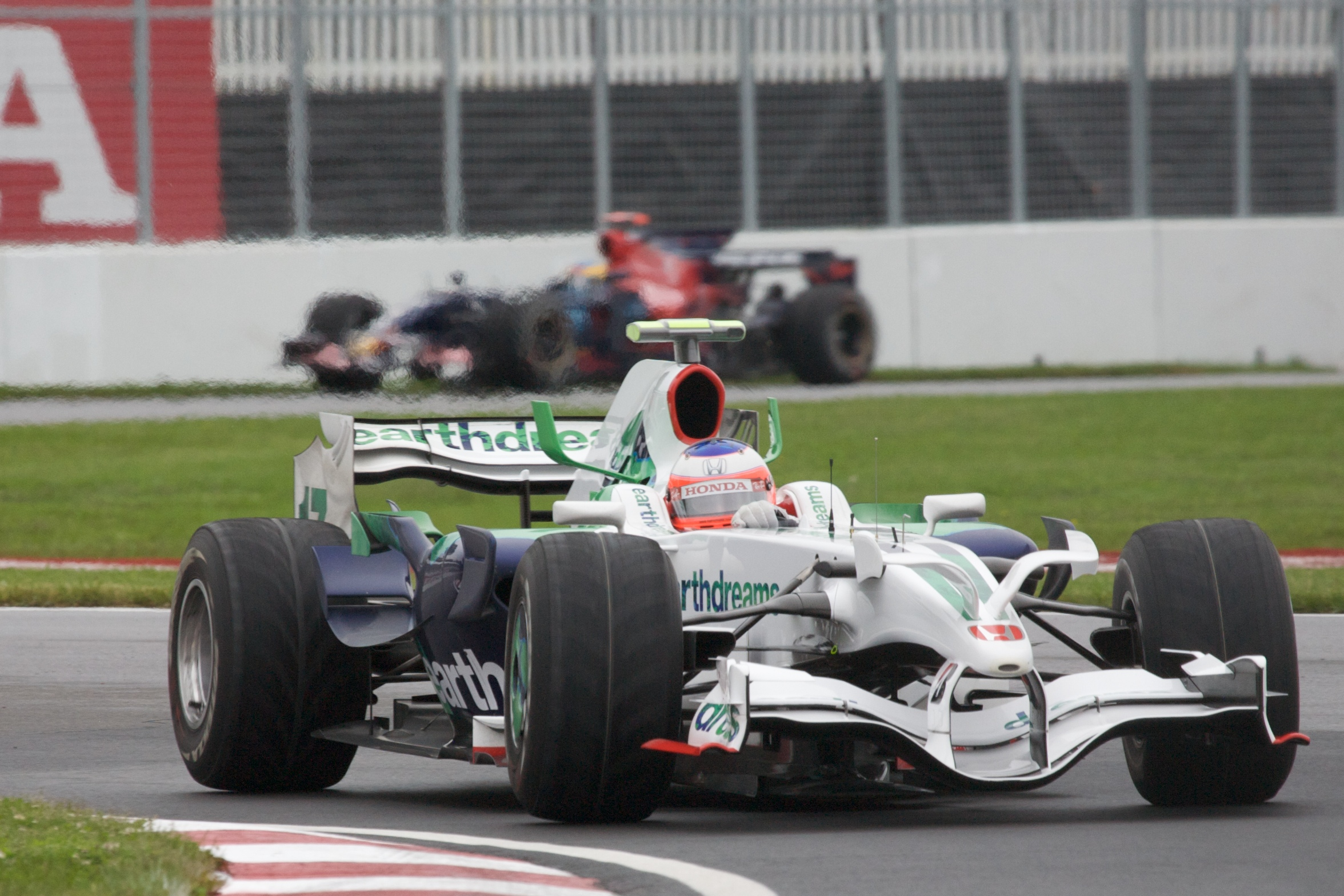
Гран-при Канады 2008 года

В сезоне 2008 Honda набрала 14 очков и заняла предпоследнее место в чемпионате. Баррикелло занял третье место на Гран-при Великобритании. Он набрал очки в Монако и Канаде, причём его 6-е место в Монако прервало длительную серию «не попаданий в очки», длившуюся с Гран-при Бразилии 2006 года.

### 2009: Brawn GP
В начале декабря руководство Honda объявило об уходе из «Формулы-1». 6 марта стало известно, что команда перешла в руки Росса Брауна. В тот же день было объявлено о заключении однолетнего контракта между Рубенсом Баррикелло и новой командой Brawn GP.
В первом Гран-при сезона стало очевидно доминирование команды Brawn GP. Баррикелло по ходу квалификации был быстрее своего напарника, но в финальной попытке всё же уступил поул Дженсону Баттону. Старт гонки бразильский гонщик провалил. Лишь столкновение Феттеля и Кубицы в самом конце гонки позволило ему подняться на вторую ступень подиума, а команде завоевать дубль в первой же своей гонке.
На Гран-при Малайзии Баррикелло уступил напарнику в проходившей в экстремальных условиях гонке. Баттон победил, а Баррикелло занял 5 место.
На Гран-при Китая Баррикелло впервые в сезоне смог опередить напарника в квалификации, но в дождевой гонке остался опять позади.
На Гран-при Бахрейна Баррикелло финишировал 5-м, в то время как Баттон одержал третью победу и увеличил отрыв до 12 очков. На Гран-при Испании бразилец лидировал половину дистанции, но после пит-стопа оказался позади напарника, что вызвало эмоциональные заявления Баррикелло после гонки. В Монако гонщики Brawn GP вновь завоевали дубль, но в том же порядке. В Турции Баррикелло сошёл по техническим причинам, а Баттон одержал уже шестую победу, увеличив отрыв от напарника до максимальных в этом сезоне 26 очков.
В Великобритании Баррикелло наконец впервые опередил Баттона в гонке, финишировав 3-м. Но в Германии вновь уступил одну строчку, финишировав 6-м.
На Гран-при Венгрии он не прошёл в третий сегмент и уступил Баттону в квалификации, а в гонке обломок от машины Баррикелло попал в шлем Фелипе Массы, что стало причиной его травмы. В гонке Баррикелло не смог финишировать в очковой зоне, а Баттон стал 7-м.
В Валенсии Баррикелло наконец смог одержать победу, в Спа финишировал на 7-м месте на горящей машине, в то время как напарник сошёл, а в Италии одержал вторую победу, сократив отставание в общем зачёте до 14 очков. Баттон спокойно провёл оставшиеся гонки. В итоге Баррикелло стал третьим в общем зачёте, так как Red Bull сильно прибавляли по ходу сезона, и Феттель стал вице-чемпионом. В межсезонье команда была продана «Мерседесу», а состав гонщиков полностью поменялся. Баррикелло подписал контракт с Williams.

### 2010—2011: Williams

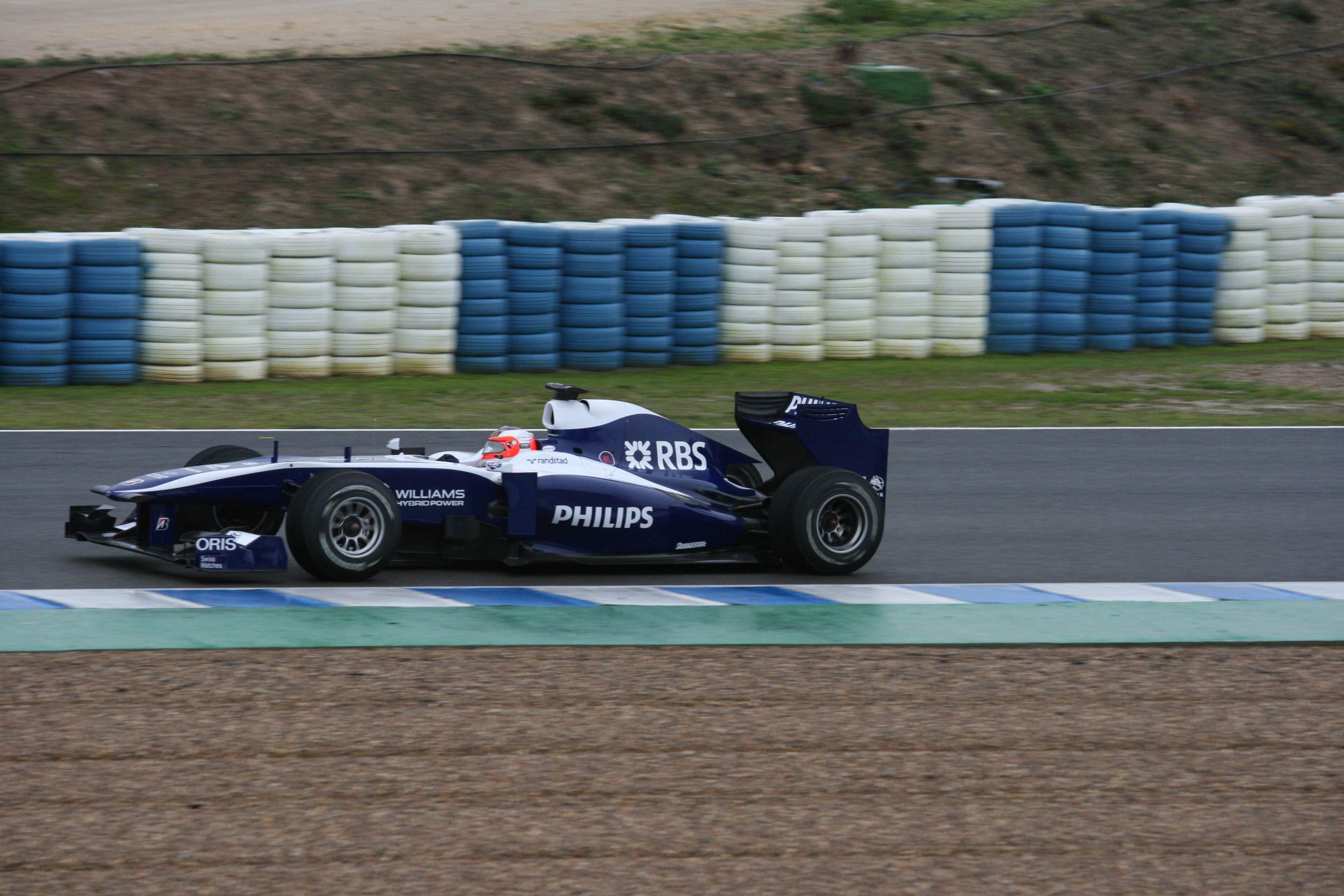
Баррикелло на предсезонных тестах в Хересе в феврале 2010 года.

2 ноября 2009 года Williams подтвердил Рубенса Баррикелло и Нико Хюлькенберга в качестве основных гонщиков команды в сезоне 2010 года. По результатам сезона Баррикелло уверенно опередил Хюлькенберга, который на год стал тест-пилотом. Сезон также запомнился обгоном Баррикелло Шумахера на Гран-при Венгрии и последующим скандалом. Рубенс Баррикелло провёл 38 гонок в сезонах 2010 и 2011 годов и стал первым в истории гонщиком, который провёл больше 300 Гран-при. В сезоне 2011 команда Williams испытывала огромные трудности. И хотя Баррикелло обошёл в общем зачёте своего напарника Мальдонадо, этот сезон бразилец явно не мог занести себе в актив. Баррикелло до последнего претендовал на место в кокпите машины Williams в 2012 году, но в итоге команда сделала выбор в пользу предложившего более солидный спонсорский пакет Бруно Сенны.

### 2012: IndyCar
Баррикелло перешёл в IndyCar. В 2012-м занял 12-е место в личном зачёте. Его лучшим результатом стало 4-е место на калифорнийской трассе в Сономе, а в гонке «Индианаполис 500» он финишировал 10-м. Однако Баррикелло вновь не нашёл достаточное количество спонсорских средств и не смог продолжить карьеру в этой серии в 2013 году.

### 2013—2017: Stock Car Brasil
В 2013 году Баррикелло стал пилотом команды Full Time Sports в Campeonato Brasileiro de Stock Car, бразильском аналоге NASCAR. В первом сезоне занял 8-е место в общем зачёте, а второй сезон принёс ему первый за 23 года чемпионский титул.

## Статистика и рекорды
На Гран-при Турции 2008 года Рубенс Баррикелло побил рекорд Риккардо Патрезе, державшийся с Гран-при Австралии 1993 года: приняв участие в 257 Гран-при, он стал самым опытным гонщиком в истории чемпионатов «Формулы-1». В подарок от команды он получил мотоцикл Honda CBR 1000RR Fireblade.
Баррикелло проехал более 15000 кругов первым в истории Формулы-1, после Гран-при Канады 2010 года на его счету было 15010 кругов.
За всю свою продолжительную карьеру в Формуле 1 Рубенс так ни разу и не смог добиться победы на домашнем для себя Гран-при Бразилии.

## Личная жизнь
24 февраля 1997 года Баррикелло женился на Сильване Джаффоне (род. 12 мая 1975). У супругов двое сыновей: Эдуардо (род. 23 сентября 2001) и Фернандо (род. 12 сентября 2005).

## Результаты выступлений

### Статистика
| Сезон | Серия                                       | Команда                              | Старты | Победы | Поулы | БК | Подиумы | Очки | Место |
| ----- | ------------------------------------------- | ------------------------------------ | ------ | ------ | ----- | -- | ------- | ---- | ----- |
| 1989  | Бразильская Формула-Форд 1600               | Arisco                               | ?      | ?      | ?     | ?  | ?       | ?    | 3     |
| 1990  | Южноамериканская Формула-3                  | Guido Forti Dallara                  | 3      | 1      | 1     | ?  | 1       | 12   | 8     |
| 1990  | Евросерия Формулы-Опель Лотус               | Draco Racing                         | 11     | 6      | 7     | 7  | 8       | 157  | 1     |
| 1990  | Формула-Воксхолл Лотус                      | Draco Racing                         | 4      | 0      | 1     | 0  | 2       | 34   | 11    |
| 1990  | Кубок наций Формулы-Опель Лотус             | Бразилия                             | 1      | 1      | 1     | 1  | 1       | -    | 2     |
| 1991  | Британская Формула-3                        | West Surrey Racing                   | 16     | 4      | 9     | 7  | 8       | 74   | 1     |
| 1991  | Гран-при Макао                              | West Surrey Racing                   | 1      | 0      | 0     | 0  | 0       | -    | 5     |
| 1991  | Формула-3 Мастерс                           | West Surrey Racing                   | 1      | 0      | 1     | 1  | 0       | -    | 6     |
| 1991  | Кубок Фудзи Ф3                              | West Surrey Racing                   | 1      | 0      | 0     | 0  | 0       | -    | НКЛ   |
| 1992  | Международная Формула-3000                  | Il Barone Rampante                   | 10     | 0      | 0     | 2  | 4       | 27   | 3     |
| 1992  | Гран-при Макао                              | Edenbridge/Theodore Racing           | 1      | 0      | 0     | 0  | 0       | -    | 7     |
| 1993  | Формула-1                                   | Sasol Jordan                         | 16     | 0      | 0     | 0  | 0       | 2    | 18    |
| 1993  | Formula One Indoor Trophy                   | Sasol Jordan                         | 3      | 3      | 3     | 3  | 3       | 12   | 1     |
| 1994  | Формула-1                                   | Sasol Jordan Hart                    | 16     | 0      | 1     | 0  | 1       | 19   | 6     |
| 1995  | Формула-1                                   | Total Jordan Peugeot                 | 17     | 0      | 0     | 0  | 1       | 11   | 11    |
| 1996  | Формула-1                                   | Benson & Hedges Total Jordan Peugeot | 16     | 0      | 0     | 0  | 0       | 14   | 8     |
| 1997  | Формула-1                                   | HSBC Malaysia Stewart Ford           | 17     | 0      | 0     | 0  | 1       | 6    | 13    |
| 1998  | Формула-1                                   | HSBC Stewart Ford                    | 16     | 0      | 0     | 0  | 0       | 4    | 12    |
| 1999  | Формула-1                                   | HSBC Stewart Ford                    | 16     | 0      | 1     | 0  | 3       | 21   | 7     |
| 2000  | Формула-1                                   | Scuderia Ferrari Marlboro            | 17     | 1      | 1     | 3  | 9       | 62   | 4     |
| 2001  | Формула-1                                   | Scuderia Ferrari Marlboro            | 17     | 0      | 0     | 0  | 10      | 56   | 3     |
| 2002  | Формула-1                                   | Scuderia Ferrari Marlboro            | 17     | 4      | 3     | 5  | 10      | 77   | 2     |
| 2003  | Формула-1                                   | Scuderia Ferrari Marlboro            | 16     | 2      | 3     | 3  | 8       | 65   | 4     |
| 2004  | Формула-1                                   | Scuderia Ferrari Marlboro            | 18     | 2      | 4     | 4  | 14      | 114  | 2     |
| 2005  | Формула-1                                   | Scuderia Ferrari Marlboro            | 19     | 0      | 0     | 0  | 4       | 38   | 8     |
| 2006  | Формула-1                                   | Lucky Strike Honda Racing F1 Team    | 18     | 0      | 0     | 0  | 0       | 30   | 7     |
| 2007  | Формула-1                                   | Honda Racing F1 Team                 | 17     | 0      | 0     | 0  | 0       | 0    | 20    |
| 2008  | Формула-1                                   | Honda Racing F1 Team                 | 18     | 0      | 0     | 0  | 1       | 11   | 14    |
| 2009  | Формула-1                                   | Brawn GP F1 Team                     | 17     | 2      | 1     | 2  | 6       | 77   | 3     |
| 2010  | Формула-1                                   | AT&T Williams                        | 19     | 0      | 0     | 0  | 0       | 47   | 10    |
| 2011  | Формула-1                                   | AT&T Williams                        | 19     | 0      | 0     | 0  | 0       | 4    | 17    |
| 2012  | IndyCar Series                              | KV Racing Technology                 | 15     | 0      | 0     | 0  | 0       | 289  | 12    |
| 2012  | Stock Car Brasil                            | Medley Full Time                     | 3      | 0      | 0     | 0  | 0       | 0†   | НК†   |
| 2013  | Stock Car Brasil                            | Full Time Sports                     | 12     | 0      | 1     | 1  | 1       | 120  | 8     |
| 2013  | 24 часа Дейтоны                             | Dener Motorsport                     | 1      | 0      | 0     | 0  | 0       | -    | НФ    |
| 2014  | Stock Car Brasil                            | Full Time Sports                     | 21     | 2      | 2     | 2  | 6       | 234  | 1     |
| 2015  | Stock Car Brasil                            | Full Time Sports                     | 20     | 0      | 0     | 3  | 3       | 188  | 3     |
| 2015  | 24 часа Дейтоны                             | Starworks Motorsport                 | 1      | 0      | 0     | 0  | 0       | -    | НФ    |
| 2016  | Stock Car Brasil                            | Full Time Sports                     | 21     | 3      | 3     | 0  | 9       | 295  | 2     |
| 2016  | Чемпионат IMSA по гонкам на спорткарах      | Wayne Taylor Racing                  | 2      | 0      | 0     | 0  | 1       | 53   | 23    |
| 2017  | Stock Car Brasil                            | Full Time Sports                     | 22     | 2      | 1     | 2  | 4       | 251  | 5     |
| 2017  | 24 часа Ле-Мана — LMP2                      | Racing Team Nederland                | 1      | 0      | 0     | 0  | 0       |      | 11    |
| 2018  | Stock Car Brasil                            | Full Time Sports                     | 21     | 2      | 2     | 1  | 5       | 242  | 4     |
| 2018  | Blancpain GT Series Endurance Cup           | Strakka Racing                       | 1      | 0      | 0     | 0  | 0       | 0    |       |
| 2019  | Stock Car Brasil                            | Full Time Sports                     | 21     | 4      | 0     | 0  | 6       | 310  | 5     |
| 2019  | Чемпионат IMSA по гонкам на спорткарах      | JDC-Miller Motorsports               | 1      | 0      | 0     | 0  | 0       | 26   | 32    |
| 2019  | Australian S5000 Exhibition                 | Team BRM                             | 3      | 0      | 0     | 0  | 1       |      |       |
| 2020  | Stock Car Brasil                            | Full Time Sports                     | 18     | 1      | 0     | 0  | 3       | 234  | 6     |
| 2020  | Súper TC 2000                               | Toyota Gazoo Racing YPF Infinia      | 19     | 2      | 1     | 2  | 2       | 64   | 7     |
| 2020  | Top Race V6                                 | Toyota Gazoo Racing YPF Infinia      | 5      | 1      | 1     | 0  | 2       | 83   | 4     |
| 2021  | Stock Car Pro Series                        | Full Time Sports                     | 23     | 2      | 2     | 1  | 5       | 282  | 6     |
| 2022  | Stock Car Pro Series                        | Full Time Sports                     | 22     | 3      | 7     | 1  | 1       | 330  | 1     |
| 2022  | Italian GT Endurance Championship — GT3 Pro | Scuderia Baldini                     | 1      | 1      | 1     | 0  | 1       | 0    | —     |

† — поскольку Баррикелло был гостевым пилотом, он не мог получать очки.

### Результаты выступлений в Формуле-1
| Легенда к таблице |                                                                    |
| --- | ------------------------------------------------------------------ |
| В таблице перечислены результаты всех Гран-при Формулы-1, в которых принимал участие гонщик. Строками таблицы являются сезоны, столбцами — этапы чемпионата мира. В каждой клетке указаны сокращённое название этапа и результат, дополнительно обозначенный цветом. Расшифровка обозначений и цветов представлена в нижеследующей таблице. |                                                                    |
| \| Пример \| Описание \| \| ------------ \| ------------------------------------------------------------------ \| \| 1 \| Победитель \| \| 2 \| Второе место \| \| 3 \| Третье место \| \| 5 \| Финишировал, заработав очки \| \| Сход \| Не финишировал, но при этом заработал очки \| \| 12 \| Финишировал, не получив очков \| \| НКЛ \| Финишировал, но не попал в финальную классификацию \| \| 15 \| Участвовал вне зачёта, либо по отдельной классификации \| \| 18 \| Не финишировал, но попал в финальную классификацию \| \| Сход \| Не финишировал \| \| НКВ \| Не прошёл квалификацию \| \| НПКВ \| Не прошёл предквалификацию \| \| ДСК \| Дисквалифицирован \| \| ИСК \| Исключён из протокола соревнований \| \| ТТ \| Заявлен для участия только в тренировках \| \| НС \| Участвовал в квалификации, но не стартовал в гонке \| \| Т \| Травмирован или болен \| \| ОТК \| Отказ от участия \| \| НТР \| Прибыл на соревнования, но на трассу не выезжал \| \| НПР \| Был заявлен в числе участников, но не прибыл к началу соревнований \| \| О \| Соревнования отменены \| \| \| Не участвовал \| \| Поул-позиция \| \| \| Быстрый круг \| \| |                                                                    |
| Пример | Описание                                                           |
| 1 | Победитель                                                         |
| 2 | Второе место                                                       |
| 3 | Третье место                                                       |
| 5 | Финишировал, заработав очки                                        |
| Сход | Не финишировал, но при этом заработал очки                         |
| 12 | Финишировал, не получив очков                                      |
| НКЛ | Финишировал, но не попал в финальную классификацию                 |
| 15 | Участвовал вне зачёта, либо по отдельной классификации             |
| 18 | Не финишировал, но попал в финальную классификацию                 |
| Сход | Не финишировал                                                     |
| НКВ | Не прошёл квалификацию                                             |
| НПКВ | Не прошёл предквалификацию                                         |
| ДСК | Дисквалифицирован                                                  |
| ИСК | Исключён из протокола соревнований                                 |
| ТТ | Заявлен для участия только в тренировках                           |
| НС | Участвовал в квалификации, но не стартовал в гонке                 |
| Т | Травмирован или болен                                              |
| ОТК | Отказ от участия                                                   |
| НТР | Прибыл на соревнования, но на трассу не выезжал                    |
| НПР | Был заявлен в числе участников, но не прибыл к началу соревнований |
| О | Соревнования отменены                                              |
| | Не участвовал                                                      |
| Поул-позиция |                                                                    |
| Быстрый круг |                                                                    |

| Сезон | Команда                              | Шасси                          | Двигатель                       | Ш | 1        | 2        | 3        | 4        | 5        | 6        | 7        | 8        | 9        | 10       | 11       | 12       | 13       | 14       | 15       | 16       | 17       | 18     | 19     | Место | Очки |
| ----- | ------------------------------------ | ------------------------------ | ------------------------------- | - | -------- | -------- | -------- | -------- | -------- | -------- | -------- | -------- | -------- | -------- | -------- | -------- | -------- | -------- | -------- | -------- | -------- | ------ | ------ | ----- | ---- |
| 1993  | Sasol Jordan                         | Jordan 193                     | Hart 1035 V10                   | G | ЮАР Сход | БРА Сход | ЕВР Сход | САН Сход | ИСП 12   | МОН 9    | КАН Сход | ФРА 7    | ВЕЛ 10   | ГЕР Сход | ВЕН Сход | БЕЛ Сход | ИТА Сход | ПОР 13   | ЯПО 5    | АВС Сход |          |        |        | 18    | 2    |
| 1994  | Total Jordan Hart                    | Jordan 194                     | Hart 1035 V10                   | G | БРА 4    | ТИХ 3    | САН НКВ  | МОН Сход | ИСП Сход | КАН 7    | ФРА Сход | ВЕЛ 4    | ГЕР Сход | ВЕН Сход | БЕЛ Сход | ИТА 4    | ПОР 4    | ЕВР 12   | ЯПО Сход | АВС 4    |          |        |        | 6     | 19   |
| 1995  | Total Jordan Peugeot                 | Jordan 195                     | Peugeot A10 V10                 | G | БРА Сход | АРГ Сход | САН Сход | ИСП 7    | МОН Сход | КАН 2    | ФРА 6    | ВЕЛ 11   | ГЕР Сход | ВЕН 7    | БЕЛ 6    | ИТА Сход | ПОР 11   | ЕВР 4    | ТИХ Сход | ЯПО Сход | АВС Сход |        |        | 11    | 11   |
| 1996  | Benson & Hedges Total Jordan Peugeot | Jordan 196                     | Peugeot A12 EV5 V10             | G | АВС Сход | БРА Сход | АРГ 4    | ЕВР 5    | САН 5    | МОН Сход | ИСП Сход | КАН Сход | ФРА 9    | ВЕЛ 4    | ГЕР 6    | ВЕН 6    | БЕЛ Сход | ИТА 5    | ПОР Сход | ЯПО 9    |          |        |        | 8     | 14   |
| 1997  | Stewart Ford                         | Stewart SF01                   | Ford VJ Zetec-R V10             | B | АВС Сход | БРА Сход | АРГ Сход | САН Сход | МОН 2    | ИСП Сход | КАН Сход | ФРА Сход | ВЕЛ Сход | ГЕР Сход | ВЕН Сход | БЕЛ Сход | ИТА 13   | АВТ 14   | ЛЮК Сход | ЯПО Сход | ЕВР Сход |        |        | 13    | 6    |
| 1998  | Stewart Ford                         | Stewart SF02                   | Ford VJ Zetec-R V10             | B | АВС Сход | БРА Сход | АРГ 10   | САН Сход | ИСП 5    | МОН Сход | КАН 5    | ФРА 10   | ВЕЛ Сход | АВТ Сход | ГЕР Сход | ВЕН Сход | БЕЛ НС   | ИТА 10   | ЛЮК 11   | ЯПО Сход |          |        |        | 12    | 4    |
| 1999  | Stewart Ford                         | Stewart SF03                   | Ford CR-1 V10                   | B | АВС 5    | БРА Сход | САН 3    | МОН 9    | ИСП ДСК  | КАН Сход | ФРА 3    | ВЕЛ 8    | АВТ Сход | ГЕР Сход | ВЕН 5    | БЕЛ 10   | ИТА 4    | ЕВР 3    | МАЛ 5    | ЯПО 8    |          |        |        | 7     | 21   |
| 2000  | Scuderia Ferrari Marlboro            | Ferrari F2000                  | Ferrari 049 V10                 | B | АВС 2    | БРА Сход | САН 4    | ВЕЛ Сход | ИСП 3    | ЕВР 4    | МОН 2    | КАН 2    | ФРА 3    | АВТ 3    | ГЕР 1    | ВЕН 4    | БЕЛ Сход | ИТА Сход | США 2    | ЯПО 4    | МАЛ 3    |        |        | 4     | 62   |
| 2001  | Scuderia Ferrari Marlboro            | Ferrari F2001                  | Ferrari 050 V10                 | B | АВС 3    | МАЛ 2    | БРА Сход | САН 3    | ИСП Сход | АВТ 3    | МОН 2    | КАН Сход | ЕВР 5    | ФРА 3    | ВЕЛ 3    | ГЕР 2    | ВЕН 2    | БЕЛ 5    | ИТА 2    | США 15   | ЯПО 5    |        |        | 3     | 56   |
| 2002  | Scuderia Ferrari Marlboro            | Ferrari F2001 Ferrari F2002    | Ferrari 050 V10 Ferrari 051 V10 | B | АВС Сход | МАЛ Сход | БРА Сход | САН 2    | ИСП НС   | АВТ 2    | МОН 7    | КАН 3    | ЕВР 1    | ВЕЛ 2    | ФРА НС   | ГЕР 4    | ВЕН 1    | БЕЛ 2    | ИТА 1    | США 1    | ЯПО 2    |        |        | 2     | 77   |
| 2003  | Scuderia Ferrari Marlboro            | Ferrari F2002 Ferrari F2003-GA | Ferrari 051 V10 Ferrari 052 V10 | B | АВС Сход | МАЛ 2    | БРА Сход | САН 3    | ИСП 3    | АВТ 3    | МОН 8    | КАН 5    | ЕВР 3    | ФРА 7    | ВЕЛ 1    | ГЕР Сход | ВЕН Сход | ИТА 3    | США Сход | ЯПО 1    |          |        |        | 4     | 65   |
| 2004  | Scuderia Ferrari Marlboro            | Ferrari F2004                  | Ferrari 053 V10                 | B | АВС 2    | МАЛ 4    | БАХ 2    | САН 6    | ИСП 2    | МОН 3    | ЕВР 2    | КАН 2    | США 2    | ФРА 3    | ВЕЛ 3    | ГЕР 12   | ВЕН 2    | БЕЛ 3    | ИТА 1    | КИТ 1    | ЯПО Сход | БРА 3  |        | 2     | 114  |
| 2005  | Scuderia Ferrari Marlboro            | Ferrari F2004M Ferrari F2005   | Ferrari 054 V10 Ferrari 055 V10 | B | АВС 2    | МАЛ Сход | БАХ 9    | САН Сход | ИСП 9    | МОН 8    | ЕВР 3    | КАН 3    | США 2    | ФРА 9    | ВЕЛ 7    | ГЕР 10   | ВЕН 10   | ТУР 10   | ИТА 12   | БЕЛ 5    | БРА 6    | ЯПО 11 | КИТ 12 | 8     | 38   |
| 2006  | Lucky Strike Honda Racing F1 Team    | Honda RA106                    | Honda RA806E V8                 | M | БАХ 15   | МАЛ 10   | АВС 7    | САН 10   | ЕВР 5    | ИСП 7    | МОН 4    | ВЕЛ 10   | КАН Сход | США 6    | ФРА Сход | ГЕР Сход | ВЕН 4    | ТУР 8    | ИТА 6    | КИТ 6    | ЯПО 12   | БРА 7  |        | 7     | 30   |
| 2007  | Honda Racing F1 Team                 | Honda RA107                    | Honda RA807E V8                 | B | АВС 11   | МАЛ 11   | БАХ 13   | ИСП 10   | МОН 10   | КАН 12   | США Сход | ФРА 11   | ВЕЛ 9    | ЕВР 11   | ВЕН 18   | ТУР 17   | ИТА 10   | БЕЛ 13   | ЯПО 10   | КИТ 15   | БРА Сход |        |        | 20    | 0    |
| 2008  | Honda Racing F1 Team                 | Honda RA108                    | Honda RA808E V8                 | B | АВС ДСК  | МАЛ 13   | БАХ 11   | ИСП Сход | ТУР 14   | МОН 6    | КАН 7    | ФРА 14   | ВЕЛ 3    | ГЕР Сход | ВЕН 16   | ЕВР 16   | БЕЛ Сход | ИТА 17   | СИН Сход | ЯПО 13   | КИТ 11   | БРА 15 |        | 14    | 11   |
| 2009  | Brawn GP F1 Team                     | Brawn BGP 001                  | Mercedes FO 108W V8             | B | АВС 2    | МАЛ 5    | КИТ 4    | БАХ 5    | ИСП 2    | МОН 2    | ТУР Сход | ВЕЛ 3    | ГЕР 6    | ВЕН 10   | ЕВР 1    | БЕЛ 7    | ИТА 1    | СИН 6    | ЯПО 7    | БРА 8    | АБУ 4    |        |        | 3     | 77   |
| 2010  | AT&T Williams                        | Williams FW32                  | Cosworth CA 2010 2,4 V8         | B | БАХ 10   | АВС 8    | МАЛ 12   | КИТ 12   | ИСП 9    | МОН Сход | ТУР 14   | КАН 14   | ЕВР 4    | ВЕЛ 5    | ГЕР 12   | ВЕН 10   | БЕЛ Сход | ИТА 10   | СИН 6    | ЯПО 9    | КОР 7    | БРА 14 | АБУ 12 | 10    | 47   |
| 2011  | AT&T Williams                        | Williams FW33                  | Cosworth CA 2011 2,4 V8         | P | АВС Сход | МАЛ Сход | КИТ 13   | ТУР 15   | ИСП 17   | МОН 9    | КАН 9    | ЕВР 12   | ВЕЛ 13   | ГЕР Сход | ВЕН 13   | БЕЛ 16   | ИТА 12   | СИН 13   | ЯПО 17   | КОР 12   | ИНД 15   | АБУ 12 | БРА 14 | 17    | 4    |